# Rajeci járás
A Rajeci járás (szlovákul Okres Rajec) Szlovákia Zsolnai kerületének közigazgatási egysége volt 1949 és 1960 között. Területe 261 km², lakosainak száma 13 615 fő (1948), székhelye pedig Rajec volt. A járás területe teljes egészében az egykori Trencsén vármegyéhez tartozott.

## Története
A csupán alig egy évtizedig létezett Rajeci járás községei 1949-ig Kislednic kivételével a Zsolnai járáshoz tartoztak, Kislednic pedig a Vágbesztercei járáshoz. 1960-ban valamennyi község ahhoz a járáshoz került vissza, amelyiktől 1949-ben idecsatolták.
A járás székhelye, Rajec a vidék természetes központja, a Nyitra és a Vág völgyeit összekötő fontos kereskedelmi útvonal mellett fekvő középkori eredetű város, mely sokáig versengett Zsolnával a környék központjának szerepéért. Ebben segítette védett helyzete a szűk völgyben, ami azonban az iparosodás korában már hátránnyá vált. Végül a két város közlekedési helyzetének különbsége döntött, a fontos völgyek kereszteződésében fekvő Zsolna vasúti csomóponttá vált, Rajecig csupán egy onnan kiágazó mellékvonal jutott el.

## Fekvése
A járás a Vágba tartó Rajcsanka folyónak a Zsolnai-medence déli nyúlványát képező völgyét foglalta el.

## A Rajeci járás községei
(Zárójelben a szlovák név szerepel.)
- Alsóosztorány (Stránske)
- Csicsmány (Čičmany)
- Facskó (Fačkov)
- Frivaldnádas (Rajecká Lesná)
- Györkeháza (Ďurčiná)
- Jeszenye (Jasenové)
- Kalacsány (Kľače)
- Kenyered (Kunerad)
- Kiscserna (Malá Čierna)
- Kislednic (Malé Lednice)
- Kővágás (Kamenná Poruba)
- Kunfalva (Konská)
- Nagycserna (Veľká Čierna)
- Palosnya (Poluvsie)
- Rajec (Rajec)
- Suja (Šuja)
- Zebény (Zbyňov)